# Alexander Bruno Hanschmann
Ernst Alexander Bruno Hanschmann (* 4. Januar 1840 in Leipzig; † 1905) war ein deutscher Lehrer, Heimatforscher und Sachbuchautor.

## Leben und Wirken
Hanschmann wuchs in Weimar auf, wo sein Vater, der Lehrer und pädagogische Schriftsteller Johann Gottlob Hanschmann (1804–1858) seit 1846 als Bürgerschuldirektor und Seminarinspektor wirkte. Nach dem Schulbesuch studierte er an den Universitäten in Jena und Leipzig Theologie und Pädagogik. Im Jahre 1866 wurde er Lehrer der humanistischen Fächer am Technikum in Frankenberg/Sa., später am Albertinum in Burgstädt und anschließend  Direktor einer Privatschule in der Stadt Penig. Im Jahre 1870 wurde Hanschmann zum Rektor der Bürgerschule in Waldenburg berufen. Dort im Schönburgischen erwarb er sich in den folgenden Jahren auch als eifriger Heimatforscher einen Namen. Er gab mehrere heimatgeschichtlich wertvolle Publikationen von Waldenburg und den umliegenden Orten des Muldentales heraus. Daneben beschäftigte er sich intensiv mit Fröbel und dessen Kindergarten und hinterließ auch mehrere Aufsätze und einige Gedichte.

## Schriften (Auswahl)
- mit C. Beyer: Friedrich Rückert’s Leben und Dichtungen, Coburg, 1866, 3. Aufl. 1870.
- Friedrich Fröbel. Die Entwicklung seiner Erziehungsidee in seinem Leben. Nach authentischen Quellen dargestellt, Eisenach, 1874.
- Das System des Kindergartens, nach Fröbelschen Separatabdruck, Eisenach, 1874.
- mit R. Kneiß: Biblische Geschichten für die Unter- und Mittelclassen, Eisenach, 1874.
- Das Strafrecht der Schule, 3. Auflage, 1874.
- Kurze Chronik der Stadt Waldenburg und des Fürstlichen Hauses Schönburg-Waldenburg nebst Nachrichten über Lößnitz, Remse, Lichtenstein, Hartenstein, Meerane, Glauchau, Crimmitschau, 1880.[1]
- Waldenburg und das Muldenthal. Ein Führer durch die Stadt Waldenburg und Umgebung – eine landschaftlich-geographisch-historische Skizze. Waldenburg 1895, OCLC 315028107 (Digitalisat).
- Bernard Palissy, der Künstler, Naturforscher und Schriftsteller, 1903